# パタゴン (戦車)

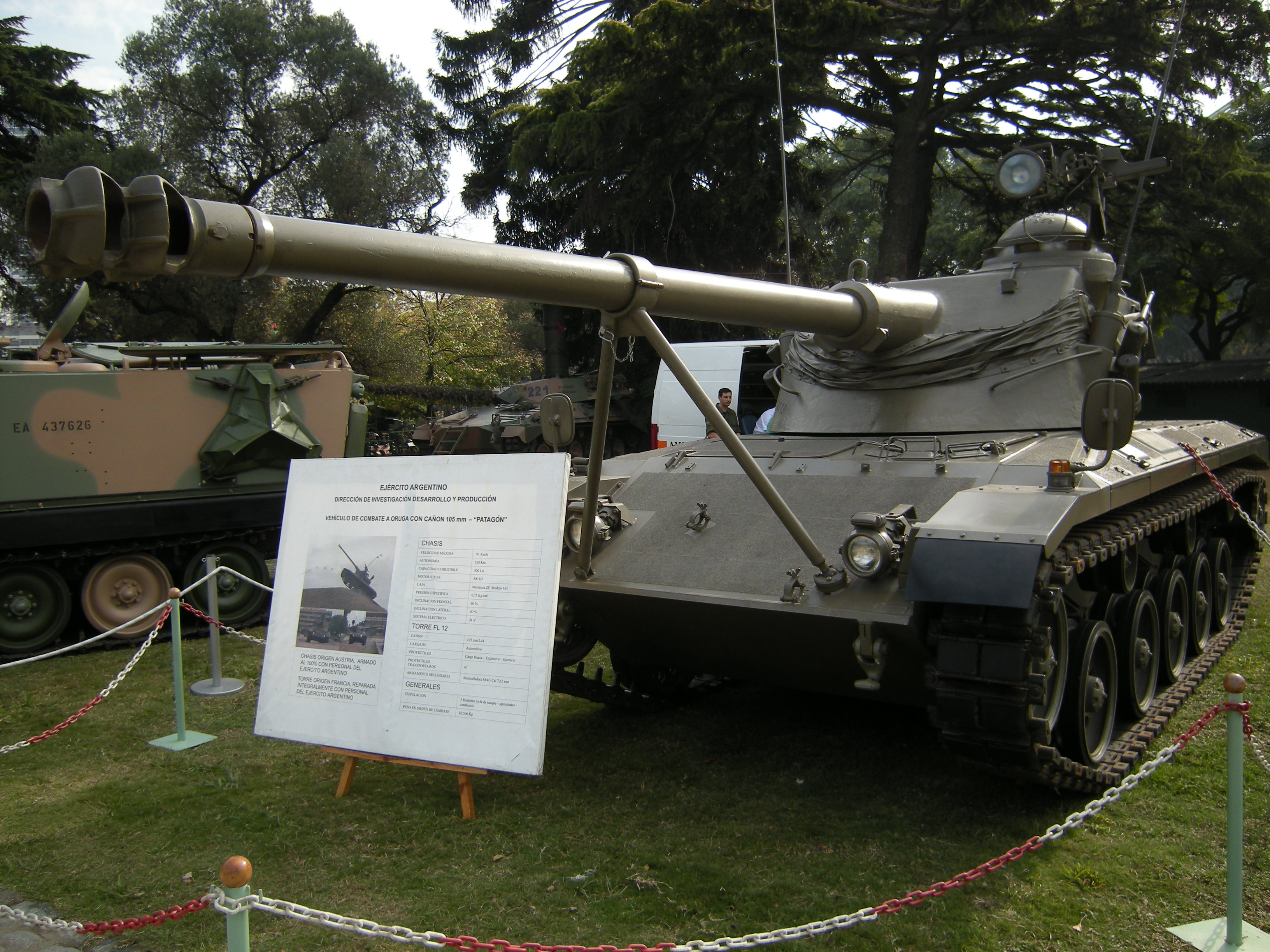
2008年5月、アルゼンチン陸軍が展示中の軽戦車パタゴン

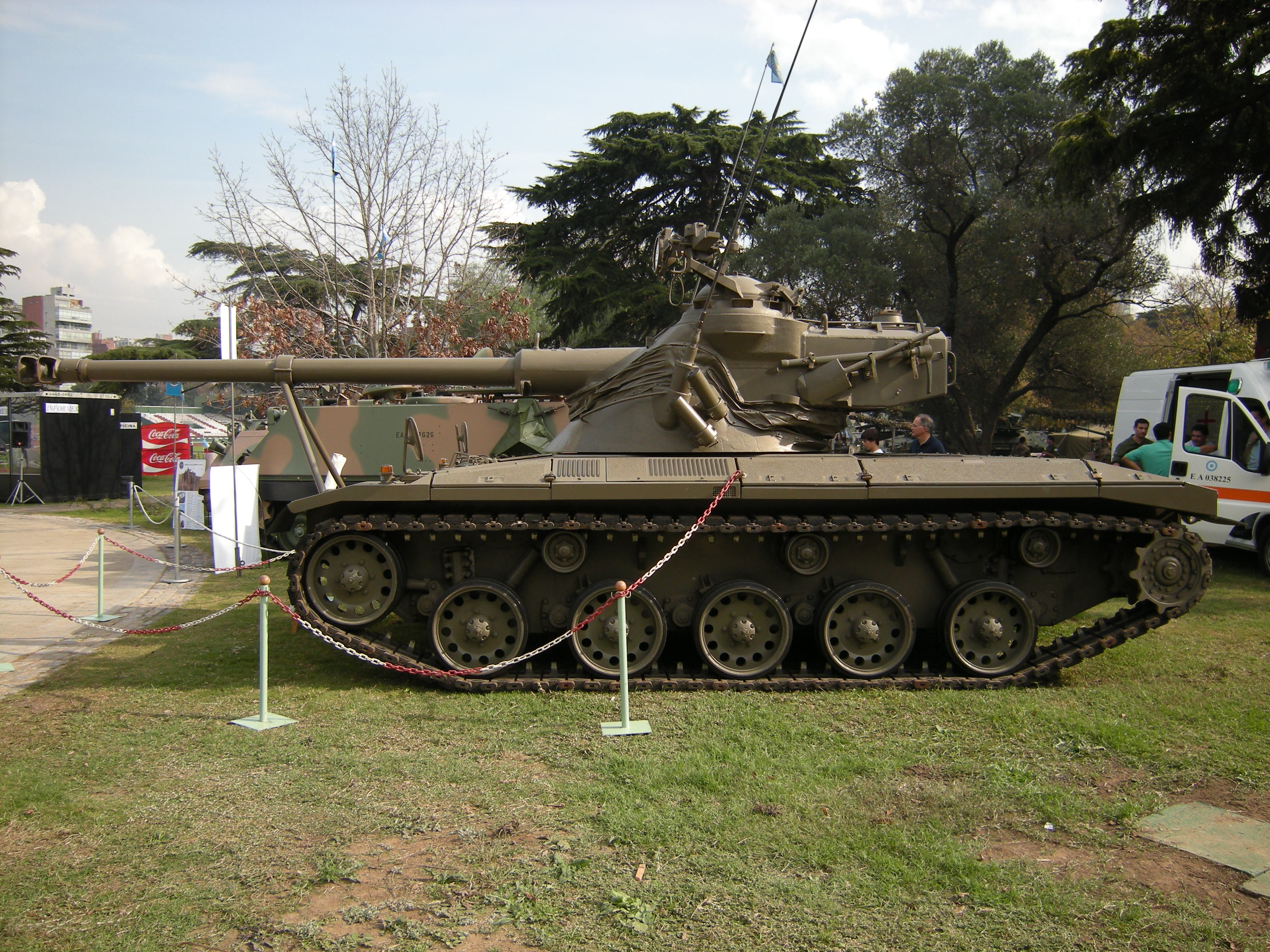
軽戦車パタゴンの側面写真。

パタゴン (Patagón)は、アルゼンチン陸軍が2008年に配備した軽戦車。

## 概要
アルゼンチン陸軍は105mm砲とFL-12型揺動式砲塔を積んだ軽戦車AMX-13を運用していたが、保守期限が切れ、装備の更新を迫られていた。
そこでアルゼンチン陸軍ではオーストリアから導入したSK105キュラシェーア軽戦車の車体に、旧型AMX-13戦車から取り外しメンテナンスを施した105mm砲とFL-12型揺動砲塔を載せ、これをパタゴンと名づけた。（もともとSK105の砲塔はAMX-13の物の派生型なので互換性がある。）この軽戦車パタゴンは40台作られる計画であった。改装作業はアルゼンチン陸軍の工廠で行われ、2008年に5台作られている。しかし2008年後半以降、新たな換装作業は行われず、軽戦車パタゴンは5台作られたのみで計画は中止されている。

## 主要諸元
- 型番 VC SK 105 "Patagón"[3]
- 最大速度 70km/h
- 航続距離 520km
- 出力 300HP
- 主兵装 105mm砲
- 副兵装 7.62mm機銃
- 重量 16,500kg[4]
- 車体長 5.582m
- 車体幅 2.5m[5]